# Agritubel (wielerploeg)/2009
Deze pagina geeft een overzicht van de wielerploeg Agritubel in 2009.

## Algemeen
Sponsor: Agritubel
Algemeen manager: David Fornes
Ploegleiders: Emmanuel Hubert, Denis Leproux, Frédéric Mainguenaud

## Renners
| Naam                  | Geboortedatum | Nationaliteit | Ploeg 2008             |
| --------------------- | ------------- | ------------- | ---------------------- |
| Émilien-Benoît Bergès | 13-01-1983    | Frankrijk     |                        |
| Freddy Bichot         | 09-09-1979    | Frankrijk     |                        |
| Maxime Bouet          | 03-11-1986    | Frankrijk     |                        |
| Steven Caethoven      | 09-05-1981    | België        |                        |
| Sylvain Calzati       | 01-07-1979    | Frankrijk     | Ag2r-La Mondiale       |
| Rémi Cusin            | 03-02-1986    | Frankrijk     | Stagiair               |
| Brice Feillu          | 26-07-1985    | Frankrijk     | Stagiair               |
| Romain Feillu         | 16-04-1984    | Frankrijk     |                        |
| Eduardo Gonzalo       | 25-08-1983    | Spanje        |                        |
| Yann Huguet           | 02-05-1984    | Frankrijk     | Cofidis                |
| Kevyn Ista            | 25-11-1984    | België        |                        |
| Nicolas Jalabert      | 13-04-1973    | Frankrijk     |                        |
| Christophe Laurent    | 26-07-1977    | Frankrijk     | Team Garmin-Slipstream |
| Yoann Le Boulanger    | 04-11-1975    | Frankrijk     | La Française des Jeux  |
| David Le Lay          | 30-12-1979    | Frankrijk     |                        |
| Geoffroy Lequatre     | 30-06-1981    | Frankrijk     |                        |
| Christophe Moreau     | 12-49-1971    | Frankrijk     |                        |
| Anthony Ravard        | 28-09-1983    | Frankrijk     |                        |
| Nicolas Vogondy       | 08-08-1977    | Frankrijk     |                        |

## Belangrijke overwinningen
| Ronde van de Middellandse Zee 3e etappe: Kevyn Ista Ronde van Normandië 1e etappe: Steven Caethoven 4e etappe: Freddy Bichot Ronde van Picardië 2e etappe: Romain Feillu | Ronde van Frankrijk 2009 7e etappe: Brice Feillu Ronde van de Limousin 4e etappe: Romain Feillu |  |

2005 · 2006 · 2007 · 2008 · 2009